# Канарский, Анатолий Станиславович
Анатолий Станиславович Канарский (16 апреля 1936, Рудня-Грабовка, Житомирская область, УССР — 28 декабря 1984, Варшава, Республика Польша) — советский философ-марксист, профессор Киевского государственного университета, специалист по материалистической диалектике и эстетике.

## Биография
Родился 16 апреля 1936 г. в с. Рудне-Грабовке Коростышевского района Житомирской области. После окончания семилетней школы в 1954 г. поступил в военно-авиатехническое училище морской авиации. В 1957—1959 гг. — служил в качестве офицера на Тихоокеанском флоте. Демобилизовавшись, работал учителем в Костромской области (1959—1961). В 1961 г. поступил на философское отделение историко-философского факультета Киевского университета. Ещё студентом третьего курса начал читать спецкурс по эстетике Гегеля.
После окончания университета в 1966 г. был ассистентом кафедры этики и эстетики. На этой кафедре он работал всю свою жизнь: старший преподаватель, доцент, профессор. Большим успехом пользовался руководимый им студенческий кружок по эстетике, члены которого с успехом выступали на научных конференциях в разных городах Советского Союза. Уникальным явлением был организованный им в университете философский кружок для старшеклассников киевских школ. Как отмечал В. Пихорович: "Будучи еще студентом-старшекурсником этот будущий классик советской эстетики собирал вокруг себя первокурсников и читал им целые лекции по диалектике, таким образом повышая свою «квалификацию», а заодно и расширяя кругозор своих младших коллег".
В 1969 году защитил кандидатскую диссертацию. Научным руководителем кандидатской диссертации А. С. Канарского был известный философ, один из лучших советских специалистов в области материалистической диалектики В. А. Босенко. Эта защита стала резонансным событием в киевской философской среде. Одним из официальных оппонентов на этой защите был самый известный советский философ-марксист Э. В. Ильенков. Он же написал предисловие к книге «Диалектика эстетического процесса». В 1983 году А. С. Канарский защитил докторскую диссертацию.
Работы А. С. Канарского произвели настоящий переворот в эстетической науке, которая под влиянием господствовавшего в то время позитивизма начала превращаться с одной стороны в нечто вроде общего искусствоведения, а с другой — в теоретическое обоснование дизайна. А. С. Канарский восстановил в правах классическую эстетику как логику, диалектику и теорию познания чувственной сферы человека.
В октябре 1984 г. выехал в научную командировку в Польшу для чтения лекций по эстетике. А. С. Канарский внезапно скончался 28 декабря 1984 г. в Варшаве. Похоронен на Байковом кладбище.
Супруга и единомышленница А. С. Канарского — доктор философских наук, проф. И. А. Бондарчук.

## Основные работы

### Книги
- Канарский А. С. Диалектика эстетического процесса. Ч. 1. Диалектика эстетического как теория чувственного процесса. — Киев: «Вища школа», 1979.
- Канарский А. С. Диалектика эстетического процесса. Ч. 2. Генезис чувственной культуры. — Киев: «Вища школа», 1982.
- Канарский А. С. Диалектика эстетического процесса. — Киев: «Просвіта» 2008. — ISBN 978-966-7802-74-5

### Статьи
- Канарский А. С. Природа и критерии творческой деятельности // Морально-этические проблемы творчества. — Киев: «Вища школа», 1981. — С. 10-15
- Канарский А. С. Категории эстетики как ступени развития искусства и эстетической практики человека // Этика и эстетика. — К., 1990. — № 33. — С. 1-17. — ISBN 5-11-001639-9
- Канарский А. С. Природа искусства и активность его эстетического воздействия на человека // Искусство и творческая активность масс. — К.: «Вища школа», 1985. — С. 28-38
- Канарский А. С. Многообразие видов искусства и совершенствование художественно-эстетической культуры личности // Искусство и творческая активность масс. — К.: «Вища школа», 1985. — С. 38-48